# Vieilmoulin
Vieilmoulin är en kommun i departementet Côte-d'Or i regionen Bourgogne-Franche-Comté i östra Frankrike. Kommunen ligger i kantonen Sombernon som tillhör arrondissementet Dijon. År 2022 hade Vieilmoulin 143 invånare.

## Befolkningsutveckling
Antalet invånare i kommunen Vieilmoulin
Referens:INSEE